# كلوبيدول
الكلوبيدول (بالإنجليزية: Clopidol )‏ هو عبارة عن عامل مضاد لطفيليات الكوكسيدا «الأكريات» وصيغته الكيميائية هي C7H7Cl2NO .